# Else Winther Andersen
Pour les articles homonymes, voir Andersen.
Else Winther Andersen, née le 5 avril 1941 à Støvring (Danemark), est une femme politique danoise, membre de Venstre et ancienne ministre.